# National Nature Reserve

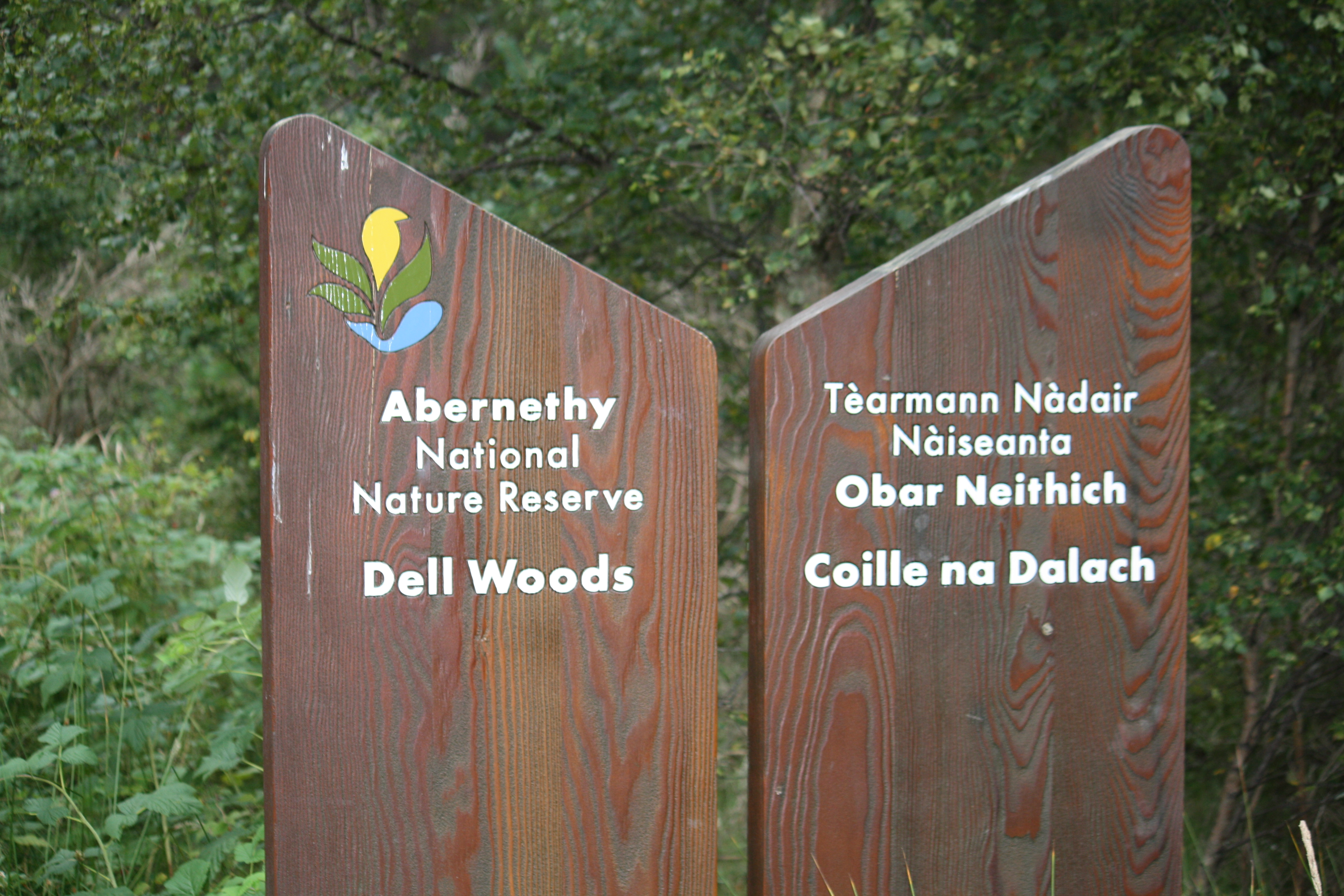
Abernethy National Nature Reserve in Schotland

Een National Nature Reserve (NNR) (Schots-Gaelisch:Tèarmann Nàdair/ Welsh: Gwarchodfa Natur Genedlaethol) is een natuurreservaat in het Verenigd Koninkrijk dat wordt beheerd door een nationale overheid. Het gaat om 229 reservaten in Engeland (beheerd door Natural England), 43 reservaten in Schotland (beheerd door NatureScot/NàdarAlba), 76 reservaten in Wales (beheerd door Natural Resources Wales/Cyfoeth Naturiol Cymru) en 47 reservaten in Noord-Ierland (Northern Ireland Environment Agency).
Voorbeelden:
- Kingley Vale National Nature Reserve
- Loch Fleet National Nature Reserve